# 위차
위차(衛侈, ? ~ 기원전 135년)는 전한 중기의 제후로, 위위 위무택의 손자이다.

## 행적
경제 후2년(기원전 142년), 아버지 위승의 뒤를 이어 악평후(樂平侯)에 봉해졌다.
건원 6년(기원전 135년), 불법으로 집과 밭을 사들이고, 또 관리에게 뇌물을 준 죄로 처형되었다.

## 출전
- 사마천, 《사기》 권19 혜경간후자연표
- 반고, 《한서》 권16 고혜고후문공신표

| 전임 아버지 악평공후 위승 | 전한의 악평후 기원전 141년 ~ 기원전 135년 | 후임 (폐지) |